# Unité urbaine de Brumath
L'unité urbaine de Brumath est une unité urbaine française centrée sur la commune de Brumath, dans le département du Bas-Rhin en région Grand Est.

## Données générales
Dans le zonage réalisé par l'Insee en 2010, l'unité urbaine était composée de quatre communes.
Dans le nouveau zonage réalisé en 2020, elle est composée des quatre mêmes communes.
En 2022, avec 11 813 habitants, elle représente la 10e unité urbaine du département du Bas-Rhin.
En 2020, sa densité de population s'élève à 311 hab/km2. Par sa superficie, elle représente 0,78 % du territoire départemental et, par sa population, elle regroupe 1,00 % de la population du département du Bas-Rhin.

## Composition 2020 de l'unité urbaine
Elle est composée des quatre communes suivantes :
| Nom                    | Code Insee | Département | Statut       | Superficie (km2) | Population (dernière pop. légale) | Densité (hab./km2) | Modifier                                    |
| ---------------------- | ---------- | ----------- | ------------ | ---------------- | --------------------------------- | ------------------ | ------------------------------------------- |
| Brumath (ville-centre) | 67067      | Bas-Rhin    | ville-centre | 29,54            | 10 369 (2022)                     | 351                | modifier les données · modifier les données |
| Bernolsheim            | 67033      | Bas-Rhin    | banlieue     | 3,39             | 610 (2022)                        | 180                | modifier les données · modifier les données |
| Krautwiller            | 67249      | Bas-Rhin    | banlieue     | 1,48             | 225 (2022)                        | 152                | modifier les données · modifier les données |
| Wahlenheim             | 67510      | Bas-Rhin    | banlieue     | 2,55             | 609 (2022)                        | 239                | modifier les données · modifier les données |

## Évolution démographique
| 1968  | 1975  | 1982  | 1990  | 1999  | 2009   | 2014   | 2021   |
| ----- | ----- | ----- | ----- | ----- | ------ | ------ | ------ |
| 7 961 | 7 548 | 8 511 | 9 122 | 9 958 | 11 022 | 11 386 | 11 684 |

#### Données générales
- Unité urbaine
- Aire d'attraction d'une ville
- Aire urbaine (France)
- Liste des unités urbaines de France

#### Données démographiques en rapport avec l'unité urbaine de Brumath
- Aire d'attraction de Strasbourg (partie française)
- Arrondissement de Haguenau-Wissembourg

#### Données démographiques en rapport avec le Bas-Rhin
- Démographie du Bas-Rhin